# Триперстка капська
Триперстка капська (Turnix hottentottus) — вид сивкоподібних птахів родини триперсткових (Turnicidae).

## Поширення
Ендемік Південно-Африканської Республіки. Поширений на півдні провінції Західний Кейп. Мешкає у гірському фінбоші. За оцінками, загальна популяція виду не перевищує 1000 птахів.